# Grădiștea (gmina w okręgu Călărași)
Grădiștea – gmina w Rumunii, w okręgu Călărași. Obejmuje miejscowości Bogata, Cunești, Grădiștea i Rasa. W 2011 roku liczyła 4853 mieszkańców. 